# Slig
Slig är ett finkornigt koncentrat av malm.  Till det yttre kan slig se ut som finkornig sand fast oftast med annan färg än den sand som brukar finnas på en badstrand. Syftet med att krossa malm till slig är att sligen skall anrikas, dvs korn som ej innehåller värdefull metall skall sorteras bort med någon metod. Slig består oftast av 60 % järn eller mer. Resterande delar är tillsatsmedel som bentonit och olika föroreningar.